# Die großen Flieger- und Rennfahrer-Comics
Die großen Flieger- und Rennfahrer-Comics ist eine von 1981 bis 1986 erschienene Albenreihe mit frankobelgischen Comics.
Für den Zeitschriftenhandel gab Ehapa insgesamt 19 Ausgaben mit den Abenteuerserien Michel Vaillant, Mick Tanguy, Buck Danny und Dan Cooper heraus.

## Alben
| Nr. | Titel                             | Originalband       |
| --- | --------------------------------- | ------------------ |
| 1   | Rallye auf dem Vulkan             | Michel Vaillant 39 |
| 2   | Flug in die Freiheit              | Mick Tanguy 20     |
| 3   | Chaos in der Formel 1             | Michel Vaillant 40 |
| 4   | Tödliche Mission                  | Mick Tanguy 23     |
| 5   | Paris–Dakar                       | Michel Vaillant 41 |
| 6   | Störsender über Lanzarote         | Mick Tanguy 22     |
| 7   | Mit 300 Sachen durch Paris        | Michel Vaillant 42 |
| 8   | Operation Apokalypse              | Buck Danny 41      |
| 9   | Rettung aus der Luft              | Mick Tanguy 21     |
| 10  | Luftbrücke in die Hölle           | Dan Cooper 30      |
| 11  | Rennen um Milliarden              | Michel Vaillant 43 |
| 12  | Piloten der Hölle                 | Buck Danny 42      |
| 13  | Geheimwaffe im All                | Dan Cooper 31      |
| 14  | Spione über den Wolken            | Mick Tanguy 24     |
| 15  | Der schwere Unfall von Julie Wood | Michel Vaillant 44 |
| 16  | Rauschgift für Europa             | Dan Cooper 32      |
| 17  | Der Mann von Lissabon             | Michel Vaillant 45 |
| 18  | Im Fadenkreuz                     | Dan Cooper 33      |
| 19  | Silver Fox                        | Dan Cooper 34      |